# ويليام طوماس هارت
ويليام طوماس هارت (بالإنجليزية: William Thomas Hart)‏ هو قاضي ومحامي أمريكي، ولد في 4 فبراير 1929 في جوليت في الولايات المتحدة.